# Marisa Brando
Marisa Brando (Genova, 14 giugno 1936) è una cantante italiana di musica leggera.

## Biografia
Dopo aver partecipato a vari concorsi in Liguria, viene notata da Teddy Reno, che le propone un contratto per l'etichetta di sua proprietà, la Compagnia Generale del Disco, con cui la Brando debutta con i primi 78 giri nel 1954.
Ottiene un ottimo successo con La luna nel Rio (scritta da Gian Carlo Testoni e Mario Panzeri e realizzata insieme al Quartetto Radar), una delle canzoni più ascoltate in quell'anno in radio, nella quale Marisa Brando si esibisce spesso come voce solista dell'orchestra del maestro Francesco Ferrari.
L'anno successivo incide un album insieme a Teddy Reno, con l'orchestra del maestro Gianni Ferrio, e continuano i successi, che la portano a un secondo album due anni dopo.
Passa poi alla Cetra, con cui continua a incidere fino alla fine del decennio, continuando anche negli anni sessanta, seppur con minor successo; rimane invece alto il riscontro per qualche tempo in Sudamerica, dove la Brando pubblica alcuni dischi in spagnolo.
Nel 1958 vince il Festival della Bontà di La Spezia con la canzone "Piccola città" (Gasparrini-Porrino) (EP Cetra 0641).
Nel 1960 incide, tra le altre, Stanza solitaria, versione italiana di Lonely room (dal film L'appartamento di Billy Wilder) e Uno a te, uno a me, dal film Mai di domenica.
A partire dagli anni settanta si avvicina alla canzone folk ligure, continuando in questo ambito la sua carriera musicale. Gli vengono affidate da Duilio Malosso e Bruno Salustri (validi autori di canzoni in genovese e vincitori di premi relativi alla canzone Genovese), canzoni in dialetto che daranno vita al 33 giri "...e canta coscì", pubblicato nel 1981.

## Discografia parziale

### Singoli
- 1954: La luna nel Rio (Compagnia Generale del Disco, PV 2053)
- 1956: Amami se vuoi/Parole e musica (Compagnia Generale del Disco, PV 2166)
- 1958: La limonara del ferry boat/Sotto i ponti del Po (Cetra, SP 366; sul lato B canta Tonina Torrielli)
- 1960: Valzer della fisarmonica/Cucurrucucu Paloma (Luxus, SAM 4009)
- 1960: Un anno (Un giorno un'ora)/Eternità (CGD)
- 1960: Stanza solitaria (Lonely room)/Uno a te, uno a me (Luxus, SAM 4010)
- 1961: Storia fermati/Lontano da te (Luxus, SAM 4011)
- 1961: Una sigaretta/Raggio di luna (Luxus, SAM 4012)
- 1965: Dovrai ritornare da me/Un giorno me ne andrò (Jolly Hi-Fi Records)
- 1966 Non puoi tornare indietro/E adesso vai... (Foint)
- 1985 La ricompensa/Nasce un amore (Dany Record)

### EP
- 1959 "Canti di Natale" Adeste Fideles/Heilige Nacht/Piva Piva/Jimgle Bells (Rotodisc)

### Album
- 1955: In due si canta meglio (Compagnia Generale del Disco, MV 0197; con Teddy Reno)
- 1957: Marisa Brando (Compagnia Generale del Disco, MV 0202)
- 1981: E canta coscì (The Red Record)
- 1984: Oggi (Young Record's)